# Mario Ernesto Israel
 Mario Ernesto Israel  (5 de abril de 1948- 1 de febrero de 2022)  fue un dirigente del fútbol argentino que desde 2001 a 2009 se desempeñó como vicepresidente del Club Atlético River Plate. Llegó al club en 1983 de la mano del expresidente Rafael Aragón Cabrera.

## Vicepresidencia deRiver Plate

### Primer mandato
En 2001,  el  binomio José María Aguilar – Mario Israel fue vencedor con 4.815 votos (56%) frente a Hugo Santilli (expresidente) quien logró el 40,5% de los 8.575 sufragios emitidos.
En su primer mandato River logró 3 campeonatos: Clausura 2002 (con Ramón Díaz), Clausura 2003 (con Manuel Pellegrini) y Clausura 2004 (con Leonardo Astrada).
Durante su vicepresidencia obtuvo un poder importante. "El que preside es Aguilar pero el gobierno es de Israel: es el gran operador de los negocios del fútbol", indicaba  el abogado Daniel Kiper, opositor a la dirigencia.

### Segundo mandato
El sábado 3 de diciembre de 2005 Aguilar – Israel  logró su reelección frente a David Pintado (expresidente del club), Alfredo Davicce (expresidente del club), Luis Corsiglia (en la actualidad director del BCRA) y Daniel Kiper (abogado). Los resultados de la elección interna fueron los siguientes: José María Aguilar (51,96%), Alfredo Davicce (17,54%), David Pintado (15.67%), Kiper (7,3%) y Luis Corsiglia (7,18%).
Los resultados deportivos fueron relativamente pobres tanto a nivel local como internacional, solo obtuvo el Clausura 2008. Además de eso, el equipo quedó último en el Apertura de ese mismo año, por primera vez en su historia. 
El mandato de Aguilar – Israel  terminó a fines de 2009, cuando se realizaron elecciones en las cuales no se presentó para la reelección. Dejó al club con una deuda de $140 millones.
La dirigencia que los continuó en el club le  inició acciones legales en su contra.
Mario Ernesto Israel falleció el 1 de febrero de 2022 tras luchar contra una larga enfermedad.